# تی‌پی-لینک
تی‌پی-لینک (به انگلیسی: TP-Link Technologies CO. , LTD.) تولیدکننده الکترونیک تجهیزات شبکه و محصولات خانه هوشمند در سنگاپور است. این شرکت در سال ۱۹۹۶ در چین تأسیس شد در سال ۲۰۲۲ از تی‌پی-لینک چین جدا شد و در می ۲۰۲۴ تغییر ساختار شرکت را اعلام کرد. این شرکت دارای دفتر مرکزی در سنگاپور و ایالات متحده و ۴۲ شرکت تابعه است که محصولات را در بیش از ۱۷۰ کشور و منطقه به فروش می‌رساند. دکو، تپو، اومادا، وی آی جی آی، اجینت، کاسا اسمارت و مرکوسیس از جمله برندهای تی‌پی-لینک هستند.
محصولات این شرکت شامل مسیر یاب، تجهیزات مخابراتی، سوئیچ شبکه، تجهیزات شبکه محلی بی‌سیم، مودم‌های ای‌دی‌اس‌ال و کارت شبکه می‌شود. تی‌پی‌لینک را به عنوان دارندهٔ بیشترین سهم بازارِ سوهو در جمهوری خلق چین می‌شناسند، و در حال تبدیل شدن به سومین برند تجهیزات شبکه در دنیا می‌باشد.

## تاریخچه

لوگوی اصلی تی پی لینک از سال ۱۹۹۶ تا ۲۰۱۶.

سال ۱۹۹۶ برند تی پی لینک توسط دو برادر چینی به نام‌های ژائو جیانجون  و ژائو جیازینگ که کارت شبکه خود را تولید و عرضه می‌کردند تأسیس شد.
نام این برند مخفف عبارت Twisted Pair می‌باشد که به معنای زوج به‌هم‌تابیده است. زوج به هم تابیده نوعی کابل است که برای انتقال سیگنال‌های الکترومغناطیسی توسعه داده شده‌اند و توسط الکساندر گراهام بل اختراع شد که تداخل الکترومغناطیسی را کاهش می‌دهد.
تی پی لینک اولین توسعه بین‌المللی خود را در سال ۲۰۰۵ آغاز کرد. در سال ۲۰۰۷، این شرکت به یک دفتر مرکزی و تأسیسات جدید ۱۰۰۰۰۰ متر مربعی در پارک صنعتی Hi-Tech شنژن نقل مکان کرد. تی پی لینک آمریکا در سال ۲۰۰۸ تأسیس شد. در سال ۲۰۲۲، شرکت تی پی لینک شروع به جدا شدن از بخش فناوری تی پی لینک در چین کرد. پس از جدایی، این شرکت به یک نهاد مستقل در تمام سهام و تمام جنبه‌های عملیاتی، مانند نیروی کار، تحقیق و توسعه، تولید، بازاریابی و خدمات مشتری تبدیل شد.
در ماه مه ۲۰۲۴، تی پی لینک تکمیل بازسازی شرکت را با دفتر مرکزی در ایالات متحده و سنگاپور اعلام کرد. در آگوست ۲۰۲۴، کمیته منتخب مجلس نمایندگان ایالات متحده در زمینه رقابت استراتژیک بین ایالات متحده و حزب کمونیست چین از وزارت بازرگانی ایالات متحده درخواست کرد که تی پی لینک و شرکت‌های وابسته به آن را از نظر خطرات احتمالی امنیت ملی بررسی کند.

## محصولات
کمپانی تی پی لینک تولیدکننده جهانی تجهیزات SOHO شبکه است که کالاهای آن در بیش از ۱۲۰ کشور دنیا در دسترس است. این شرکت در زمینه وایرلس، ADSL، روتر، سوئیچ، دوربین‌های IP، پاورلاین، پرینت سرور، مبدل‌های رسانه‌ای و آداپتورهای شبکه فعال است. تی‌پی‌لینک در این مسیر با بزرگ‌ترین شرکت‌های آمریکایی در قابت است.
در سال ۲۰۱۲، ۴۶٫۹ درصد درآمد سالانه تی پی لینک از بازارهای بین‌المللی بوده است و در کشورهای آرژانتین، استرالیا، ایران، برزیل، کانادا، کلمبیا، فرانسه، آلمان، هند، ایتالیا، مکزیک، هلند، لهستان، رومانی، روسیه، سنگاپور، کره جنوبی، اسپانیا، ترکیه، امارات متحده عربی، ایالات متحده آمریکا، انگلستان، اوکراین، ویتنام نمایندگی دارد.
محصولات تی پی لینک شامل مودم‌های کابلی پرسرعت، تلفن‌های همراه، خط اشتراک دیجیتال نامتقارن، تکرار کننده بی‌سیم، روترها، سوئیچ‌ها، دوربین تحت شبکه، آداپتورهای خط برق، سرورهای چاپ، مبدل‌های رسانه، کنترل‌کننده رابط شبکه بی‌سیم، باتری پک، هاب یواس بی، دستگاه‌های خانه هوشمند و ربات‌های خانگی و همچنین روتر OnHub را برای گوگل تولید کرد. تی پی لینک دستگاه‌های خانه هوشمند را تحت برندهای کاسا اسمارت (Kasa Smart) و تپو (Tapo) خود تولید می‌کند.

### فهرست محصولات
تی پی لینک به عنوان یکی از پیشگامان صنعت شبکه، طیف وسیعی از محصولات را ارائه می‌دهد که شامل موارد زیر می‌شود:
- روترها و مودم‌ها: از مدل‌های ساده برای استفاده خانگی تا روترهای پیشرفته برای کسب‌وکارهای کوچک و متوسط.
- سوئیچ‌ها: برای اتصال چندین دستگاه به یک شبکه.
- اکسس پوینت‌ها: برای گسترش پوشش شبکه بی‌سیم.
- کارت‌های شبکه: برای اتصال دستگاه‌های بدون قابلیت شبکه به اینترنت.
- تجهیزات PoE: برای تأمین برق دستگاه‌های شبکه از طریق کابل شبکه.
- دوربین‌های IP: برای نظارت بر محیط اطراف.
- تجهیزات هوشمند خانگی: مانند پلاگین‌های هوشمند، لامپ‌های هوشمند و حسگرهای هوشمند.

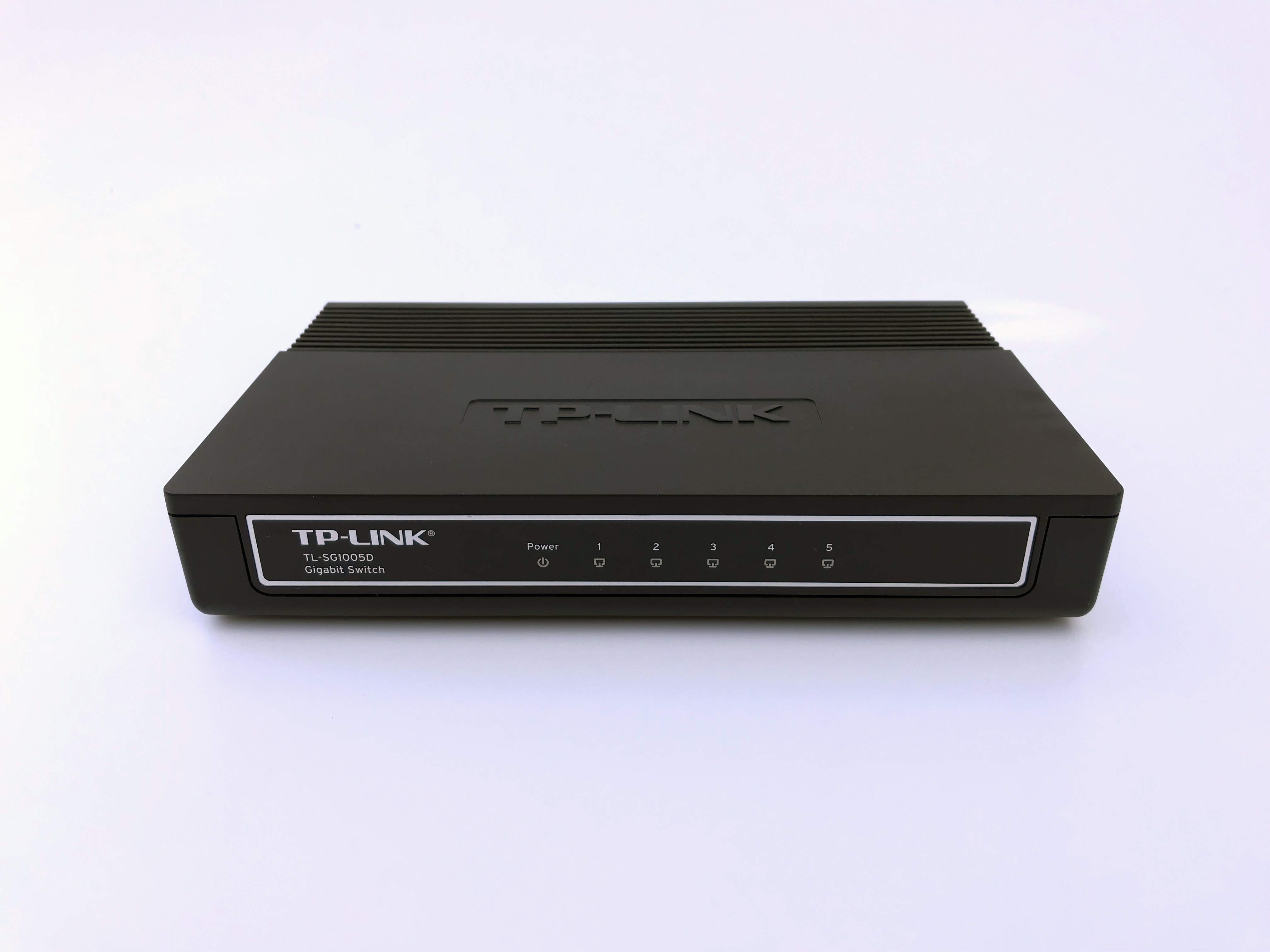
مودم وای فای
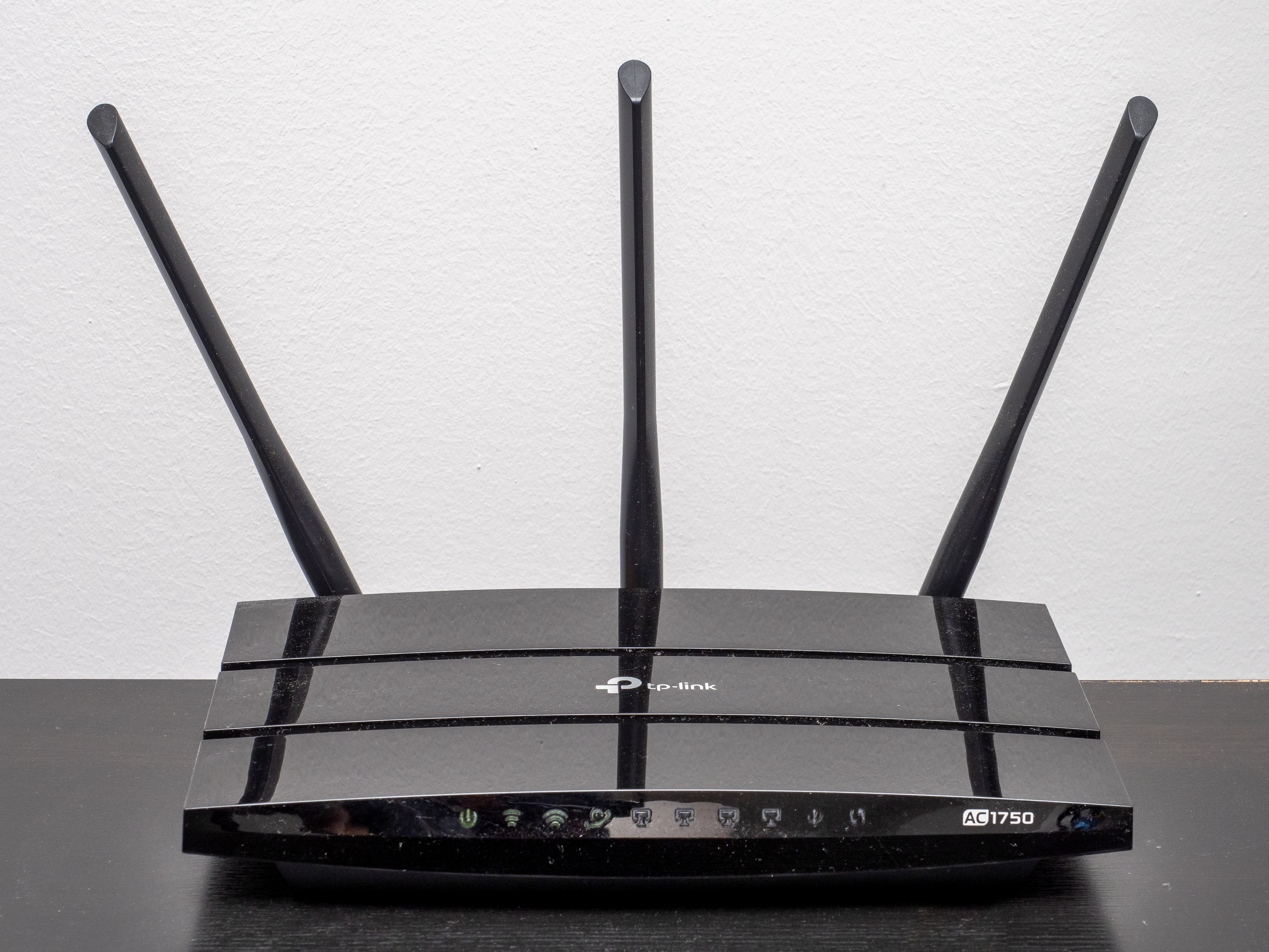
روتر وایرلس
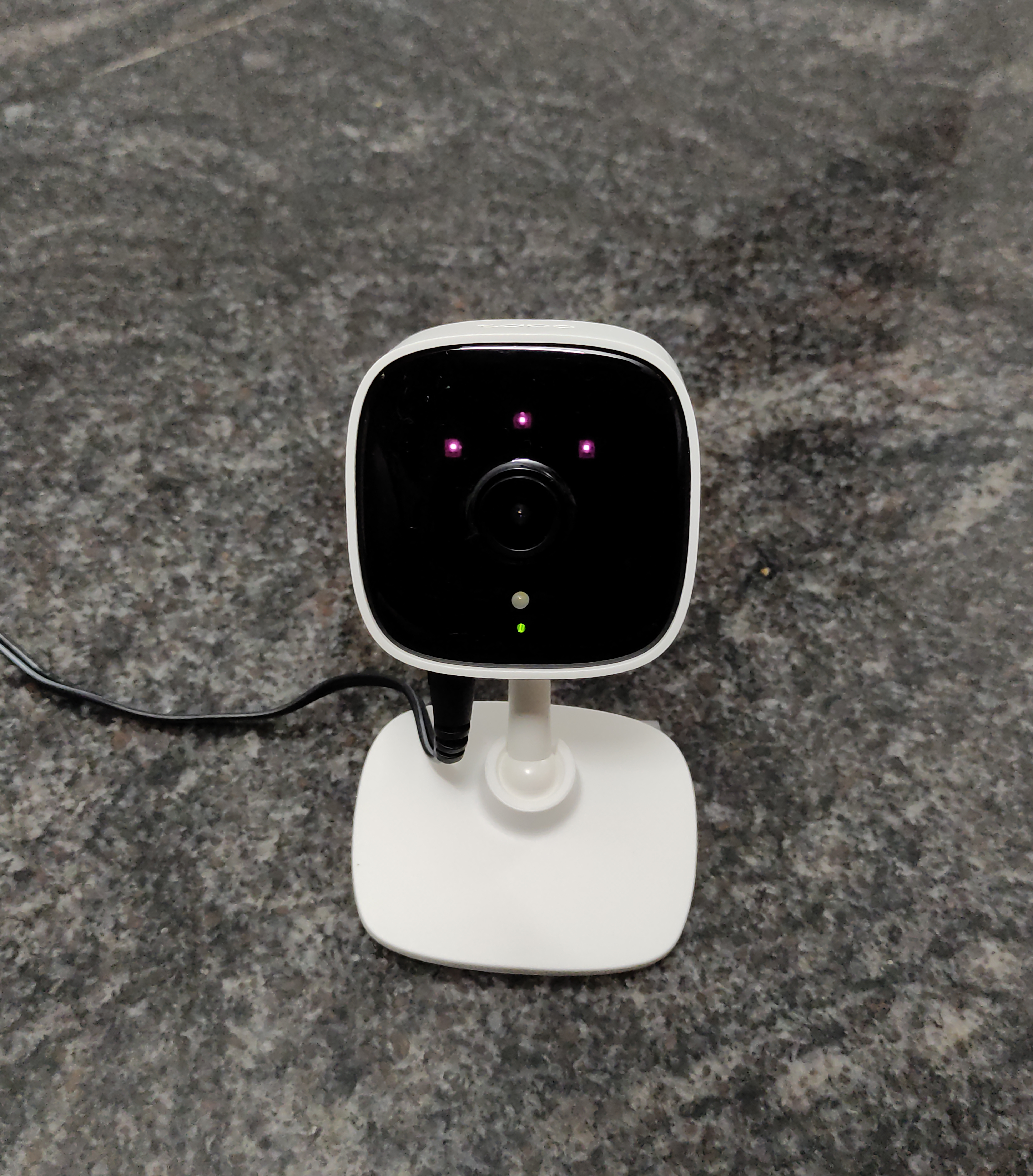
تپو سی ۱۰۰
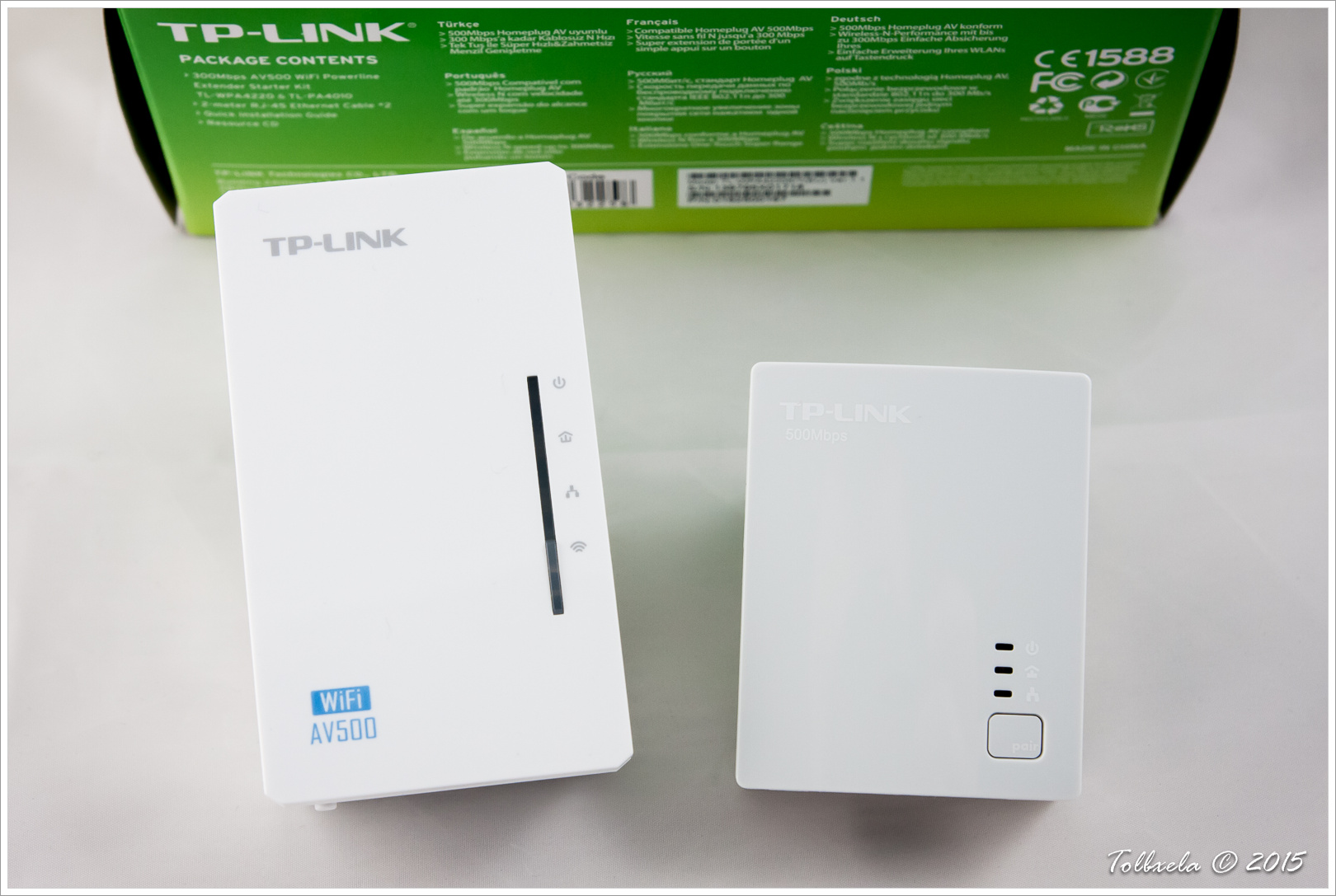
آداپتور وای فای
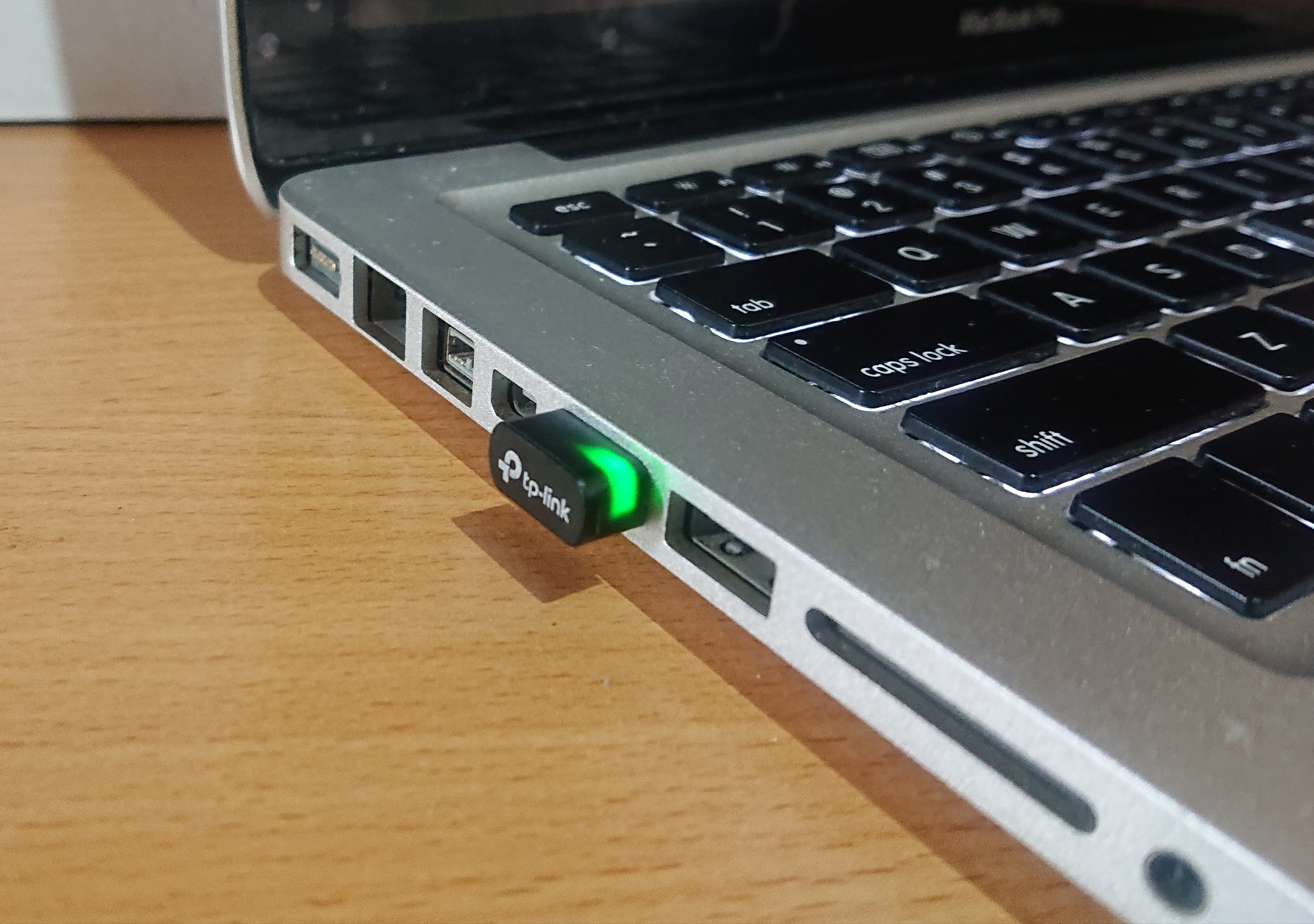
دانگل تی پی لینک

## اومادا
اومادا (Omada) پلت فرم مدیریت ذخیره‌سازی ابری تی پی لینک برای شبکه‌های نظارتی، خانه‌های بزرگ و مشاغل طراحی شده است. معماری اومادا شامل چندین کنترلر سخت‌افزار داخلی، نرم‌افزار و گزینه‌های مبتنی بر ابر است.
نسخه‌های اومادا:
- Essentials
- Standard

اومادا در نسخه Essentials خدمات اولیه ابری و در نسخه استاندارد ویژگی‌های اضافی را ارائه می‌دهد. نسخه ذخیره‌سازی ابری اومادا Essentials برای مدیریت متمرکز اکسس پوینت‌ها، سوئیچ‌ها و دروازه‌ها با ویژگی‌هایی مانند توپولوژی و مدیریت VLAN طراحی شده است که راه حلی ساده برای عملیات‌های کوچکتر ارائه می‌دهد. برخی از مزایای این نسخه شامل دسترسی رایگان مادام العمر، عدم نیاز به سخت‌افزار یا نرم‌افزار و فرایند راه اندازی آسان است. ذخیره‌سازی ابری اومادا Essentials با اسکن شماره سریال یا وارد کردن یک کد عددی، امکان پذیرش آسان دستگاه را فراهم می‌کند. همچنین مانیتورینگ شبکه را با اعلان‌های بی‌درنگ برای رویدادهای غیرعادی ارائه می‌کند و برنامه اومادا شامل ابزارهایی برای بررسی شبکه‌های وای-فای، سرعت اینترنت و اتصالات گره است.

## تپو

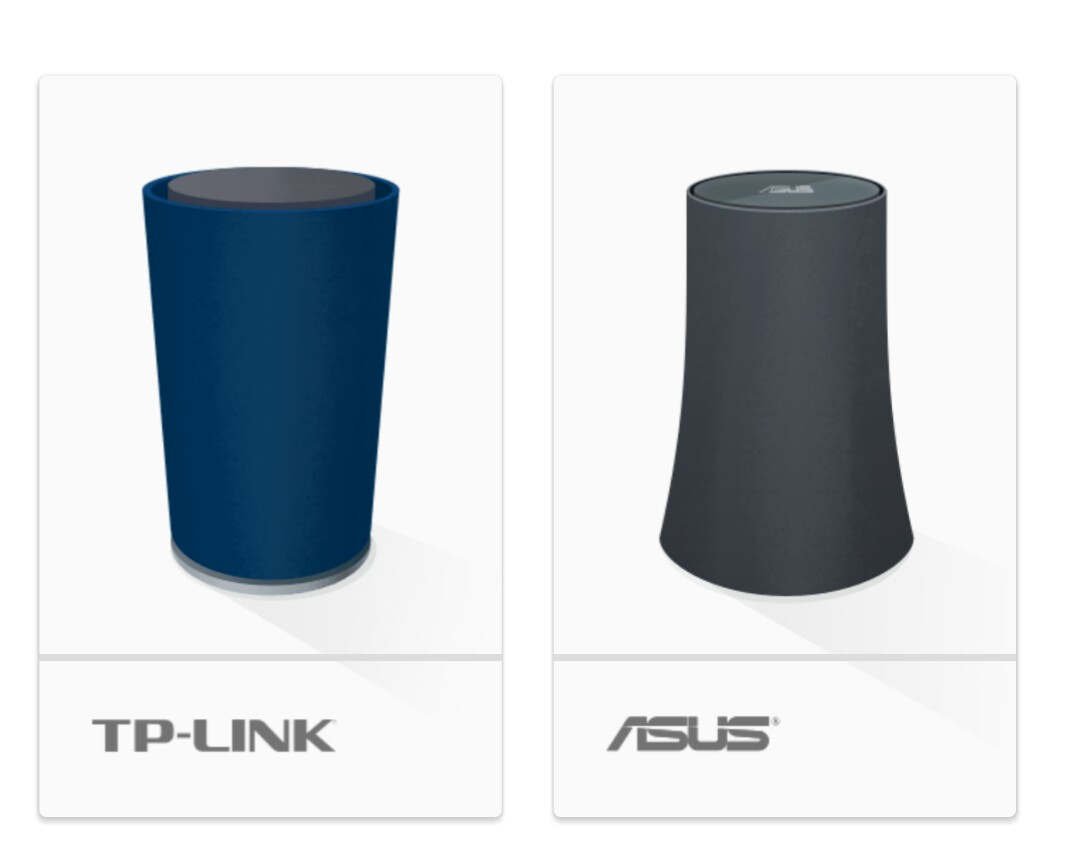
گوگل آن هاب ساخت تی پی لینک و ایسوس

تپو یک برند زیرمجموعه تی پی لینک است که بر روی محصولات هوشمند خانگی متمرکز شده است. ارائه دهنده جهانی دستگاه‌ها و لوازم جانبی شبکه است، تاپو برای مشارکت در بازار لوازم خانگی هوشمند کوچک ایجاد شد تا به مردم کمک کند سبک زندگی جدید خانه هوشمند را با هزینه مقرون به صرفه اتخاذ کنند. محصولات تپو شامل دوربین‌های امنیتی هوشمند، پلاگین‌های هوشمند، لامپ‌های هوشمند و سایر دستگاه‌های هوشمند خانگی می‌شود. این محصولات معمولاً با اپلیکیشن موبایل همراه هستند و از طریق آن می‌توان آن‌ها را کنترل کرد. محصولات این برند عبارند از:
- پلاگین‌های هوشمند: برای کنترل روشن و خاموش شدن دستگاه‌های برقی از راه دور.
- لامپ‌های هوشمند: با قابلیت تغییر رنگ و شدت نور.
- حسگرهای هوشمند: برای تشخیص دما، رطوبت و حرکت.

در یک نگاه:
| ویژگی   | تی پی لینک                              | تپو                                            |
| ------- | --------------------------------------- | ---------------------------------------------- |
| تمرکز   | تجهیزات شبکه گسترده                     | محصولات هوشمند خانگی                           |
| محصولات | روتر، مودم، سوئیچ، اکسس پوینت، ...      | دوربین هوشمند، پلاگین هوشمند، لامپ هوشمند، ... |
| مخاطبان | کاربران خانگی و کسب‌وکارهای کوچک و متوسط | کاربران خانگی علاقه‌مند به هوشمندسازی           |

### محصولات
- دوشاخه هوشمند[۲۴]
- دوربین هوشمند[۲۵][۲۶]
- لامپ هوشمند
- هاب هوشمند
- سنسور هوشمند
- سوئیچ هوشمند
- ربات جاروبرقی
- لوازم جانبی جاروبرقی ربات
- زنگ درب هوشمند[۲۷]

## مرکوسیس
مرکوسیس یک برند شناخته شده در زمینه تجهیزات شبکه است که طیف وسیعی از محصولات را برای بهبود اتصال اینترنتی شما ارائه می‌دهد. محصولات مرکوسیس به دلیل قیمت مناسب، سهولت استفاده و عملکرد قابل اعتماد، محبوبیت زیادی در بین کاربران پیدا کرده‌اند.

### فهرست محصولات
- روترها و مودم‌ها: مرکوسیس انواع مختلفی از روترها و مودم‌ها را تولید می‌کند که از مودم‌های ساده برای استفاده خانگی تا روترهای پیشرفته برای کسب‌وکارهای کوچک و متوسط را شامل می‌شود. این محصولات به شما امکان می‌دهند تا به اینترنت پرسرعت وصل شوید و شبکه بی‌سیم خود را ایجاد کنید.
- توسعه‌دهنده‌های شبکه (Range Extender): اگر در برخی نقاط خانه یا دفتر کارتان با ضعف سیگنال وای‌فای مواجه هستید، توسعه‌دهنده‌های شبکه مرکوسیس می‌توانند به شما کمک کنند تا پوشش شبکه بی‌سیم خود را گسترش دهید و نقاط کور را از بین ببرید.
- کارت‌های شبکه: اگر دستگاه شما فاقد قابلیت اتصال بی‌سیم است، با استفاده از کارت‌های شبکه مرکوسیس می‌توانید آن را به اینترنت متصل کنید.
- سایر محصولات: علاوه بر موارد ذکر شده، مرکوسیس محصولات دیگری مانند سوئیچ‌ها و اکسس پوینت‌ها را نیز تولید می‌کند که برای کاربردهای خاص شبکه‌ای مورد استفاده قرار می‌گیرند.

## نام‌های تجاری
- تی پی لینک (TP-Link)
- دکو (Deco)
- تپو (Tapo)
- اومادا (Omada)
- وی آی جی آی (VIGI)
- اجینت (Aginet)
- کاسا اسمارت (Kasa Smart)
- مرکوسیس (Mercusys)